# La Raya el Limón
La Raya el Limón är en ort i Mexiko.   Den ligger i kommunen Chilón och delstaten Chiapas, i den sydöstra delen av landet, 800 km öster om huvudstaden Mexico City. La Raya el Limón ligger 1 141 meter över havet och antalet invånare är 152.
Terrängen runt La Raya el Limón är kuperad åt sydväst, men åt nordost är den bergig. Runt La Raya el Limón är det ganska tätbefolkat, med 54 invånare per kvadratkilometer. Närmaste större samhälle är Yajalón, 4,8 km nordväst om La Raya el Limón. I omgivningarna runt La Raya el Limón växer i huvudsak städsegrön lövskog.